# WikiHouse

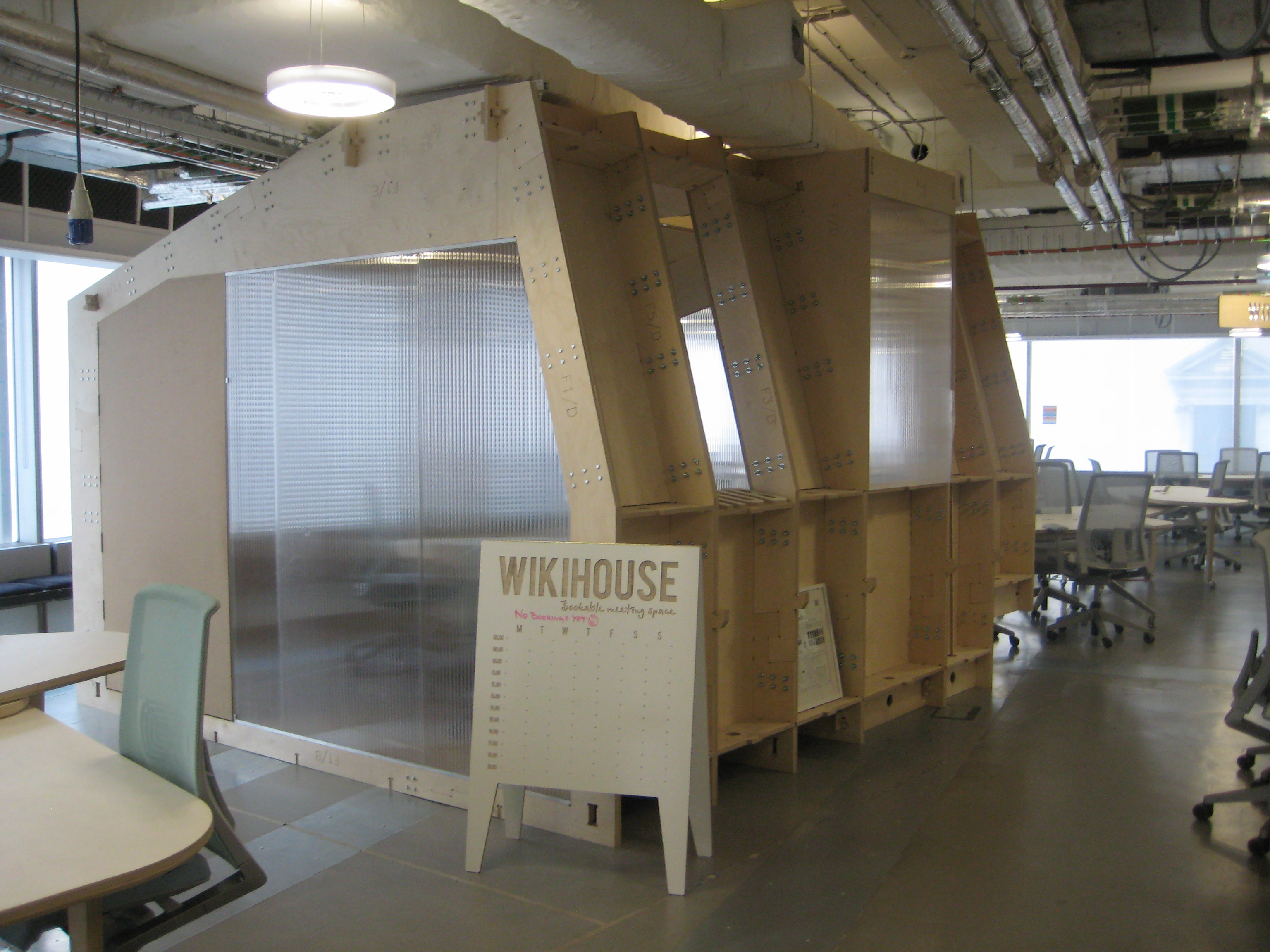
WikiHouse Prototyp in Westminster

WikiHouse ist ein Open-Source-Projekt zum Designen und Bauen von Häusern.
Ziel ist es, die Konstruktion von nachhaltigen Wohnhäusern mit geringem Ressourcenverbrauch zu demokratisieren und zu vereinfachen.

## Entwicklung
Das Projekt begann 2011 als ein Experiment von Tav, James Arthur, Beatrice Galilee, Nick Ierodiaconou und Alastair Parvin
bei der Gwangju Design Biennale in Gwangju, Südkorea.
Ausgehend von der Zusammenarbeit zwischen design practice 00:/ aus London, dem kreativen Kollektiv Espians, und dem Bauingenieur-Büro Momentum, wuchs das Projekt seither in mehreren Untergruppen auf verschiedenen Kontinenten.

## Technische Umsetzung

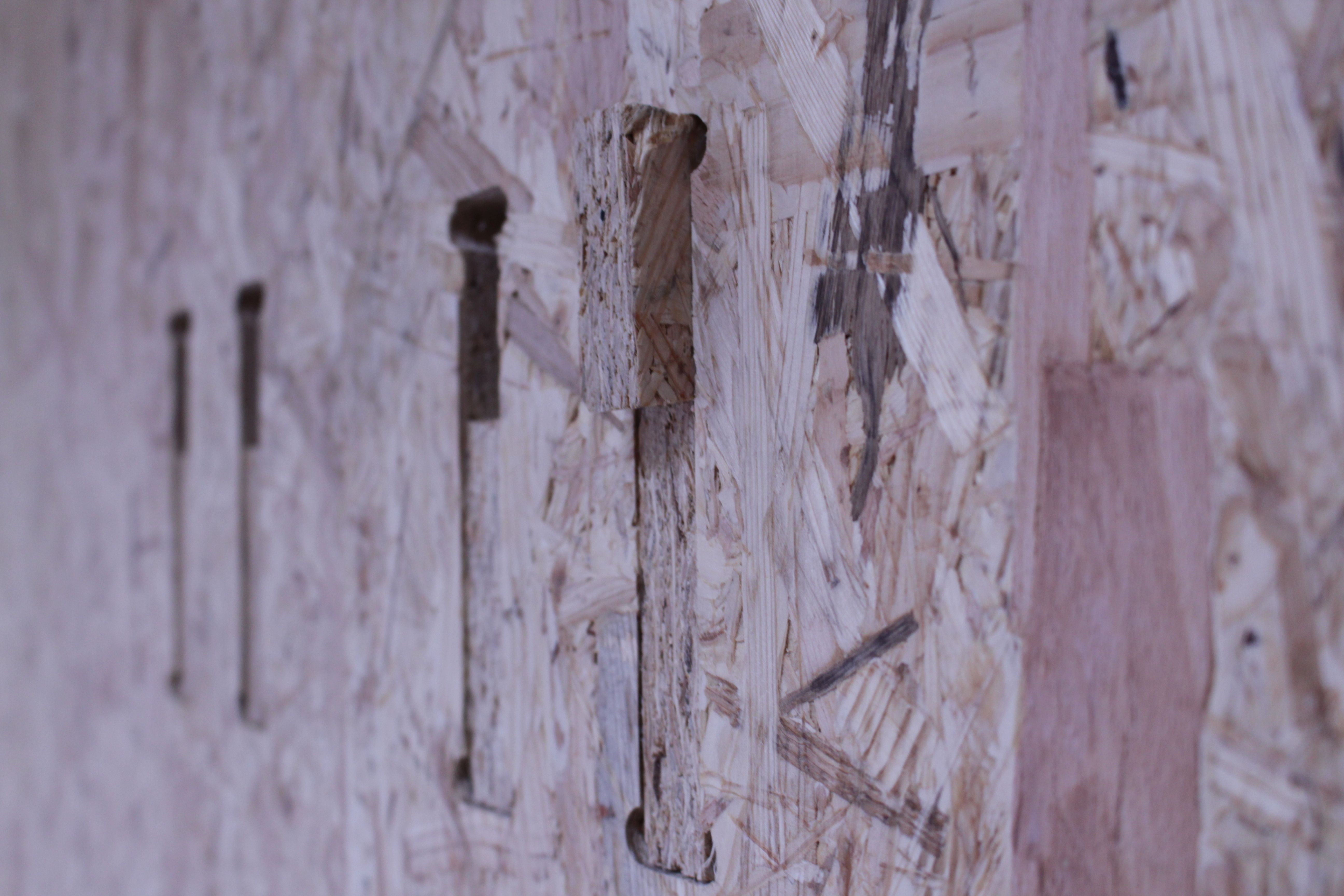
WikiHouse Detail: OSB-Platten und Klemmteil-Verbindung

WikiHouse ermöglicht es den Nutzern, Creative-Commons-lizenzierte Baupläne für Holzhäuser herunterzuladen und diese mit der kostenlos verfügbaren 3D-Modellierungs-Software Sketchup anzupassen. Auf Basis des 3D-Modells können mit einer CNC-Maschine die einzelnen Bauteile des Holzhauses aus Schichtholz- oder Sperrholzplatten gefertigt werden.
Die Konstruktion von WikiHouse-Baukörpern benötigt keine besonderen Verbindungselemente, da die ausgeschnittenen Holzteile mit einer von der klassischen Koreanischen Architektur inspirierten Klemmkeil-Verbindung ineinandergreifen.
Der Rahmen eines WikiHouse kann auch von Personen ohne formale Konstruktionsausbildung in weniger als einem Tag zusammengesetzt werden.
Vor der Bezugsfertigkeit muss die Rahmenkonstruktion mit einer Schalung, Wärmedämmung, elektrischer Verkabelung und Verrohrung ergänzt werden.

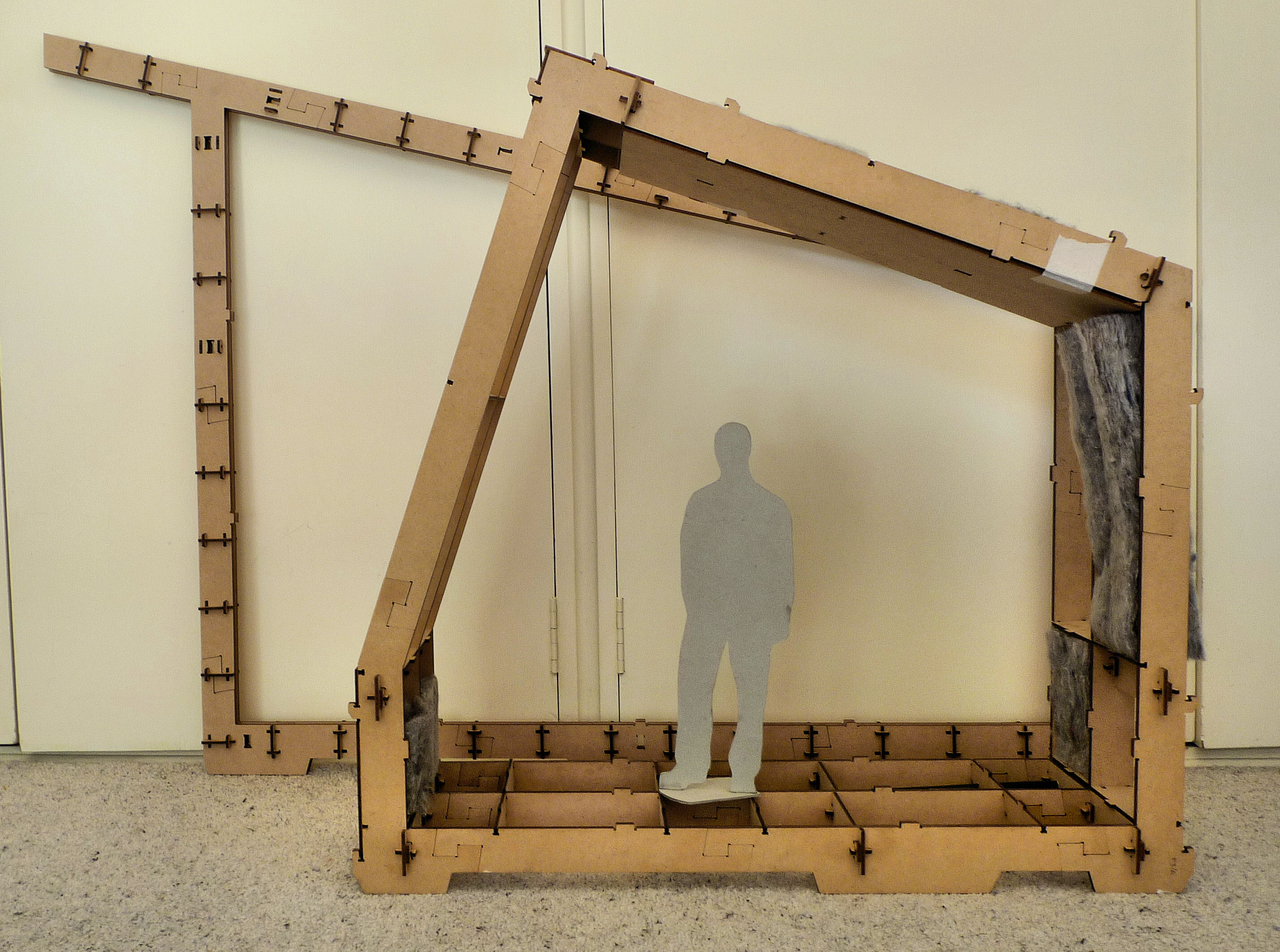
Größenmodelle von zwei verschiedenen WikiHouse Designs

## Governance
Die Grundregeln der internationalen WikiHouse-Community sind in der WikiHouse-Constitution formuliert. Diese Grundregeln werden laufend reflektiert und weiterentwickelt.
Als Teil der WikiHouse-Community wird jeder gesehen, der WikiHouse-Produkte und Werkzeuge anwendet, anpasst oder weiterentwickelt, oder der dem Projekt folgt oder es leitet. Jeder kann Teil des Projekts sein, es gibt keine formale Mitgliedschaft oder Leitung.

## Relevanz
Die gesellschaftliche Relevanz des Projekts WikiHouse wird sich erst dann bemessen lassen, wenn einige der von den Initiatoren angestrebten grundsätzlichen Veränderungen im Vergleich zu bisherigen Planungs- und Produktionsabläufen im Bereich Wohnhausbau tatsächlich umgesetzt wurden.
Wenn es gelingt, einige der aus der verteilten Produktion von digitalen Gemeingütern bekannten Konzepte und Vorgangsweisen (wie etwa Modularisierung, Standardisierung, Wiederverwendbarkeit etc.) in den Bereich der Produktion von Bausätzen für den Wohnhausbau zu übertragen, wäre dies tatsächlich ein nicht zu unterschätzender Beitrag zur Veränderung der bisher bekannten Produktionsformen.

## Vergleichbare Vorhaben
Mit vivihouse versucht ein Team der Technischen Universität Wien mit lokalen Initiativen und Unternehmen ebenfalls eine offen dokumentierte, modulare Plattform zum Häuserbau zu entwickeln.